# Nishi (Sakai)
Nishi (西区, Nishi-ku) és un dels 7 districtes urbans que componen la ciutat de Sakai, pertanyent a la prefectura d'Osaka, a la regió de Kansai, Japó. El nom del districte pot ser traduït al català com a "oest", fent referència a la seua posició geogràfica dins de la ciutat.

## Geografia
El districte de Nishi es troba localitzat a l'oest dins de la ciutat de Sakai. El districte limita al sud amb els municipis d'Izumi i Takaishi, al nord amb el districte de Sakai i a l'est amb els districtes de Kita, Naka i Minami.

### Barris
El districte de Nishi té els següents barris:
- Ishizu-Nishimachi (石津西町)
- Uenoshiba-chō (上野芝町)
- Uenoshibamukōgaoka-chō (上野芝向ケ丘町)
- Ebaraji-chō (家原寺町)
- Ōtori-Kitamachi (鳳北町)
- Ōtori-Nakamachi (鳳中町)
- Ōtori-Nishimachi (鳳西町)
- Ōtori-Higashimachi (鳳東町)
- Ōtori-Minamimachi (鳳南町)
- Kami (上)
- Kusabe (草部)
- Kōno-chō (神野町)
- Kodai (小代)
- Shimoda-chō (下田町)
- Taiheiji (太平寺)
- Chikkō-Shinmachi (築港新町)
- Chikkō-Hamadera chō (築港浜寺町)
- Chikkō-Hamadera nishimachi (築港浜寺西町)
- Tsukuno-chō (津久野町)
- Tsuruta-chō (鶴田町)
- Hamadera-Ishizu chō naka (浜寺石津町中)
- Hamadera-Ishizu chō nishi (浜寺石津町西)
- Hamadera-Ishizu chō higashi (浜寺石津町東)
- Hamaderakōen-chō (浜寺公園町)
- Hamadera-Shōwa chō (浜寺昭和町)
- Hamadera-Suwanomori chō naka (浜寺諏訪森町中)
- Hamadera-Suwanomori chō nishi (浜寺諏訪森町西)
- Hamadera-Suwanomori chō higashi (浜寺諏訪森町東)
- Hamadera-Funao chō Nishi (浜寺船尾町西)
- Hamadera-Funao chō Higashi (浜寺船尾町東)
- Hamadera-Minamimachi (浜寺南町)
- Hamadera-Motomachi (浜寺元町)
- Harada (原田)
- Bandaiji-chō (八田寺町)
- Hishiki (菱木)
- Hiraoka-chō (平岡町)
- Hōjō-chō (北条町)
- Horiagemidori-machi (堀上緑町)
- Miyashimo-chō (宮下町)
- Yamada (山田)

## Història
El districte de Nishi es creà quan Sakai va esdevindre una ciutat designada pel govern del Japó l'1 d'abril de 2006. Prèviament, diversos municipis que avui componen el districte van ser integrats a la ciutat de Sakai l'1 de juliol de 1942.

## Transport

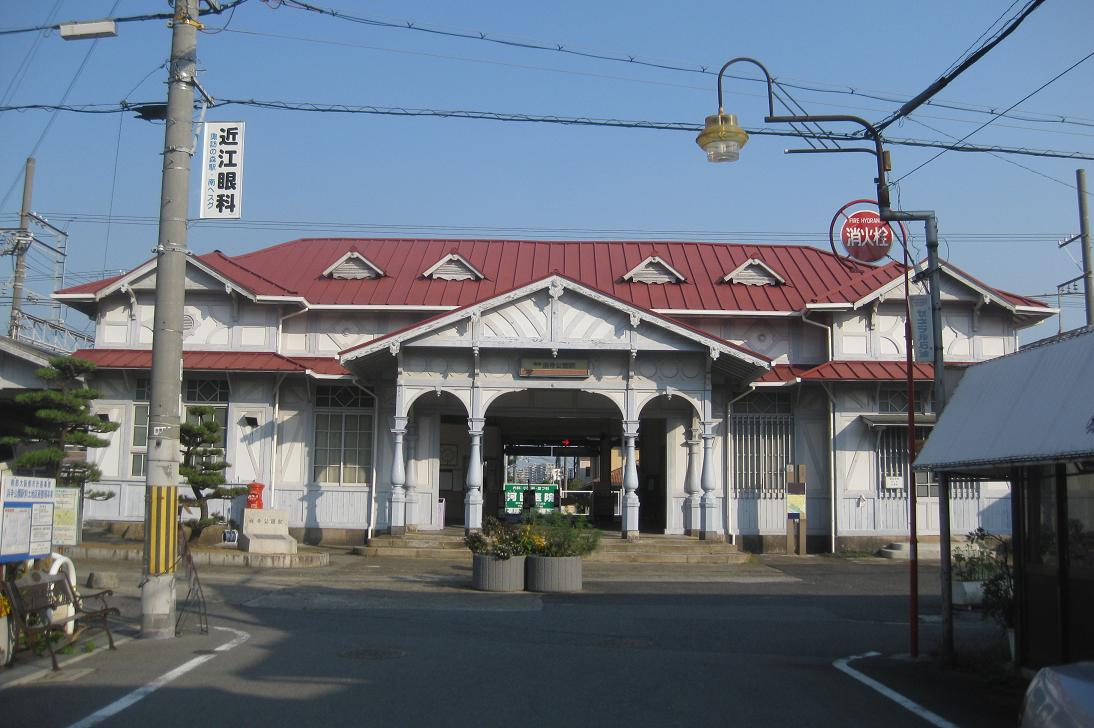
Estació de Hamaderakôen

### Ferrocarril
- Companyia de Ferrocarrils del Japó Occidental (JR West)
  - Uenoshiba - Tsukuno - Ōtori
- Ferrocarril Elèctric Nankai
  - Ishizugawa - Suwanomori - Hamaderakōen
- Xarxa de Tramvies d'Osaka-Sakai (Hankai)

### Carretera
- Autopista Hanshin
- Nacional 26
- Diverses carreteres d'àmbit prefectural.